# Goudaouta (municipalité)
La municipalité de Goudaouta (en géorgien : გუდაუთის მუნიციპალიტეტი, phonétiquement goudaoutis mounitsipalitéti) est un district d’Abkhazie, république sécessionniste de la Géorgie depuis 1992 et dont l'indépendance n'est pas reconnue que par quelques pays (dont la Russie) depuis 2008. 
En 2011, la municipalité comptait 36 775 habitants. Son chef-lieu est la ville de Goudaouta.